# إيان ميدلتون
إيان ميدلتون (بالإنجليزية: Ian Middleton)‏ (26 أكتوبر 1928 - 24 أكتوبر 2007)؛ روائي نيوزيلندي عُرِف بالروايات التي تناولت حقبة ما بعد الحرب العالمية الثانية، وهو الشقيق الأصغر للقاص أو. إي. ميدلتون.